# Kučín (Bardejov)
|  | No s'ha de confondre amb Kučín (Prešov). |

Kučín és un poble i municipi d'Eslovàquia. Es troba a la regió de Prešov, al nord del país.

## Història
La primera referència escrita de la vila data del 1315.

## Demografia
| Godina             | 1994 | 2004   | 2014   | 2024   |
| ------------------ | ---- | ------ | ------ | ------ |
| Nombre de persones | 322  | 319    | 324    | 327    |
| Diferència         |      | −0,93% | +1,56% | +0,92% |

| Godina             | 2023 | 2024   |
| ------------------ | ---- | ------ |
| Nombre de persones | 324  | 327    |
| Diferència         |      | +0,92% |